# Unabhängige Beauftragte für Fragen des sexuellen Kindesmissbrauchs

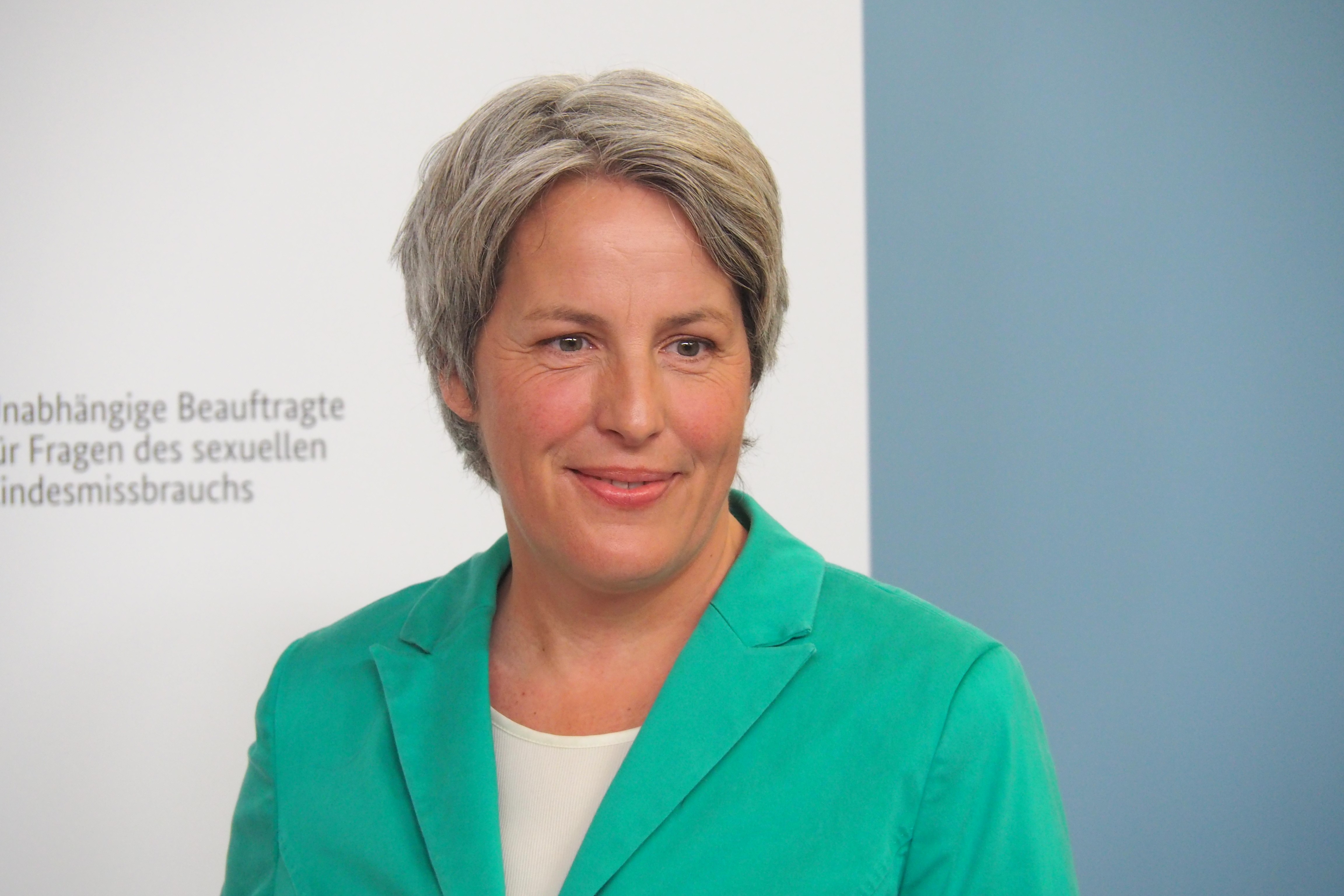
Kerstin Claus (2022)

Die Unabhängige Beauftragte für Fragen des sexuellen Kindesmissbrauchs (kurz: UBSKM) ist eine Bundesbeauftragte (Beauftragte der deutschen Bundesregierung) für die Anliegen von Betroffenen und deren Angehörigen, für Experten aus Praxis und Wissenschaft sowie für alle Menschen in Politik und Gesellschaft, die sich gegen sexuelle Gewalt engagieren oder Fragen zu sexuellem Missbrauch haben. Zurzeit hat Kerstin Claus das Amt inne. Der Dienstsitz ist in Berlin.

## Geschichte
Die deutsche Bundesregierung schuf 2010 das Amt der Unabhängigen Beauftragten zur Aufarbeitung sexuellen Kindesmissbrauchs nach dem „Missbrauchsskandal in der römisch-katholischen Kirche“. 
Es wurde ab März 2010 von der ehemaligen Familienministerin Christine Bergmann ausgeübt, die Empfehlungen für die Arbeit des Runden Tisches „Sexueller Kindesmissbrauch“ der Bundesregierung und seinen Abschlussbericht zur Verbesserung von Hilfen, Aufarbeitung, Prävention, Intervention und Forschung aussprechen sollte. Die wesentliche Grundlage hierfür waren persönliche Gespräche mit Betroffenen und Betroffeneninitiativen, Auswertungen der damals eingerichteten telefonischen Anlaufstelle sowie zahlreiche Briefe. Es gingen in der Amtszeit von Christine Bergmann über 20.000 Anrufe und über 3.000 Briefe ein.
Von Dezember 2011 bis Februar 2022 war Johannes-Wilhelm Rörig Unabhängiger Beauftragter der Bundesregierung für Fragen des sexuellen Kindesmissbrauchs.
Seit dem 1. April 2022 hat Kerstin Claus mit einer Laufzeit von fünf Jahren das Amt inne.
Seit 2015 wirkte ein ehrenamtlicher Betroffenenrat an der Arbeit des Amtes mit. Die Mitglieder werden für die Dauer von fünf Jahren berufen. Im Januar 2016 hat die ebenso bei UBSKM angesiedelte Unabhängige Kommission zur Aufarbeitung sexuellen Kindesmissbrauchs ihre Arbeit aufgenommen. Im Dezember 2019 wurde gemeinsam von UBSKM und Bundesfamilienministerium der „Nationale Rat gegen sexuelle Gewalt an Kindern und Jugendlichen“ konstituiert.
Seit dem 30. April 2022 folgt Kerstin Claus (Journalistin) durch einen Kabinettsbeschluss Rörig als Unabhängige Beauftragte für Fragen des sexuellen Kindesmissbrauchs (UBSKM).

## Gesetzliche Grundlage
Von Beginn an arbeitet das Amt auf der Grundlage eines Kabinettbeschlusses der Bundesregierung. Im Dezember 2018 wurde es auf dieser Basis verstetigt. Der Koalitionsvertrag der 20. Legislaturperiode sieht die Schaffung einer gesetzlichen Grundlage für das Amt vor. Die Unabhängige Beauftragte ist nicht weisungsgebunden, unterliegt keiner Fachaufsicht und ist organisatorisch beim Bundesministerium für Familie, Senioren, Frauen und Jugend angesiedelt.

## Aufgaben
Die Unabhängige Beauftragte für Fragen des sexuellen Kindesmissbrauchs (UBSKM) ist Ansprechpartnerin für Betroffene, Angehörige sowie für Fachleute aus Wissenschaft und Praxis und für alle Menschen, die sich gegen sexuelle Gewalt an Kindern engagieren oder Fragen zu Schutz, Hilfe, Forschung und Aufarbeitung haben.
Eine wesentliche Aufgabe ist die Information, Sensibilisierung und Aufklärung zu Themen der sexualisierten Gewalt gegen Kinder und Jugendliche. Außerdem unterstützt das Amt die nachhaltige Verbesserung des Schutzes vor sexualisierter Gewalt gegen Kinder und Jugendliche und der Hilfen für betroffene Minderjährige. Gleiches gilt für die Wahrnehmung der Belange von heute erwachsenen Menschen, die in ihrer Kindheit oder Jugend sexualisierte Gewalt erlitten haben.
Zu den Anlaufstellen für Hilfe und Unterstützung zählen das „Hilfe-Telefon Sexueller Missbrauch“ und das „Hilfe-Portal Sexueller Missbrauch“. Gemeinsam mit der Bundesfamilienministerin hat die Unabhängige Beauftragte die Kampagne „Nicht Wegschieben“ initiiert, die seit 2022 Erwachsene zum Schutz von Kindern und Jugendlichen aufruft und über konkrete Handlungsmöglichkeiten informiert. Zudem unterstützt die Unabhängige Beauftragte Schutzkonzepte gegen sexuelle Gewalt in Einrichtungen und Institutionen mit den bundesweiten Initiativen „Kein Raum für Missbrauch“ und „Schule gegen sexuelle Gewalt“.
Die Unabhängige Beauftragte steht gemeinsam mit der Bundesfamilienministerin dem „Nationalen Rat gegen sexuelle Gewalt an Kindern und Jugendlichen“ vor. Er besteht aus Vertretern der Politik, Zivilgesellschaft, Wissenschaft und Fachpraxis sowie aus Mitgliedern des Betroffenenrates bei der Unabhängigen Beauftragten für Fragen des sexuellen Kindesmissbrauchs (UBSKM). Gemeinsam arbeiten die Mitglieder des Nationalen Rates daran, dass durch Prävention, Intervention und Hilfen die Fallzahlen in dem Bereich deutlich sinken und verstärkt zu sexualisierter Gewalt gegen Kinder und Jugendliche geforscht wird.

## Amtsinhaber

### Christine Bergmann (Mai 2010 bis Oktober 2011)
Am 24. März 2010 richtete die Bundesregierung den Runden Tisch Sexueller Kindesmissbrauch ein und berief zugleich die ehemalige Bundesfamilienministerin Christine Bergmann als Missbrauchsbeauftragte. Sie war Mitglied des Runden Tisches, hatte aber in erster Linie eigene Aufgaben.
Laut ihrem Abschlussbericht vom April 2020 war damals geplant, die Geschäftsstelle der Unabhängigen Beauftragten mit dem Ende ihrer Amtszeit am 31. Oktober 2011 zu schließen. Betroffene bzw. Betroffenenverbände ebenso wie Mitglieder des Runden Tisches und „die Öffentlichkeit“ forderten jedoch die Fortsetzung „einer unabhängigen Stelle und Anlaufstelle“. Die „Struktur, Ausgestaltung und Ansiedlung eines solchen Angebots“ müsse neu diskutiert werden. Falls der Runde Tisch eine zeitliche Unterbrechung des Angebots für Betroffene vermeiden wolle, müsse er zeitnah darüber entscheiden. Bergmann empfahl in ihrem Abschlussbericht selbst die Einrichtung bzw. Fortführung einer „unabhängigen Stelle“ und beschrieb deren Aufgaben. Sie selbst habe sich um Aufarbeitung bemüht, jedoch „ohne sich in Einzelfälle einzuschalten“. Was nun folgen müsse, sei eine Aufarbeitung des sexuellen Kindesmissbrauchs und des Umgangs damit „in den jeweiligen Einrichtungen und Bereichen“. Bei den Arbeiten der Unabhängigen Beauftragten und des Runden Tisches gehe es letztlich darum, dass „Weichen für effektive Hilfen für Betroffene und dauerhafte Verbesserungen gestellt werden“.
Bergmann veröffentlichte am 24. Mai 2011 ihren Abschlussbericht. Zu diesem Zeitpunkt hatte sie „die zentralen Aufgaben ihres Auftrags“ abgeschlossen, wie es im Abschlussbericht heißt. Sie führte ihr Amt noch bis Ende Oktober 2011 weiter, um die Arbeit des Runden Tisches zu unterstützen und ihre Empfehlungen in der Politik, Fachwelt und gegenüber der Öffentlichkeit zu vermitteln.
Am 25. Oktober 2011 gab Bergmann eine abschließende Pressekonferenz. Der Runde Tisch verabschiedete seinen Abschlussbericht am 30. November 2011.

### Johannes-Wilhelm Rörig (Dezember 2011 bis Februar 2022)
Johannes-Wilhelm Rörig folgte durch Kabinettbeschluss im Dezember 2011 Christine Bergmann als Unabhängiger Beauftragter für Fragen des sexuellen Kindesmissbrauchs (UBSKM).
Durch Beschluss des Bundeskabinetts vom 26. März 2014 wurde Rörig zum 1. April 2014 für die Dauer von fünf Jahren zum Unabhängigen Beauftragten für Fragen des sexuellen Kindesmissbrauchs (UBSKM) berufen. Mit Kabinettbeschluss vom 27. März 2019 erfolgte eine erneute Berufung für fünf weitere Jahre, nachdem das Bundeskabinett das Amt im Dezember 2018 verstetigt hatte. Am 28. Februar 2022 legte Rörig sein Amt nieder, um im Familienministerium eine andere Funktion zu übernehmen. Bis zur Berufung von Kerstin Claus als Nachfolge übernahm die langjährige Leiterin des UBSKM-Arbeitsstabes, Manuela Stötzel, das UBSKM-Amt kommissarisch.

### Kerstin Claus (seit April 2022)
Mit Kerstin Claus wurde das Amt ab dem 1. April 2022 neu besetzt. Kerstin Claus, geboren 1969 in München, ist Journalistin und systemische Organisations-Beraterin und seit 2015 in der Politik- und Strategieberatung im Themenbereich sexualisierter Gewalt gegen Kinder und Jugendliche tätig. Als Unabhängige Beauftragte setzt sie sich unter anderem für eine gezielte Qualifikation von Fachkräften und eine bessere Aufklärung der Gesellschaft beim Schutz von Kindern und Jugendlichen vor sexueller  Gewalt ein. Ein weiterer Fokus ihrer Arbeit liegt auf dem Aufbau eines Zentrums für Forschung gegen sexuelle Gewalt an Kindern und Jugendlichen.